# Meinolf
Meinolf (en latín: Meinolfus, Meinulfus o Meinulphus; c. 795 - Böddeken, 5 de octubre de 857) fue un sacerdote, archidiácono y fundador del monasterio de Böddeken.
El nombre proviene del antiguo alto alemán y significa "fuerte como un lobo".

## Vida
Meinolf nació alrededor del 795 y era de origen noble. Su padrino fue Carlomagno. Meinolf recibió su educación con el obispo Hathumar en la escuela catedralicia de Paderborn y luego fue aceptado en el monasterio catedralicio de Paderborn.  Fue ordenado diácono y en 836 se convirtió en arcediano de la diócesis de Paderborn.  Ese mismo año encabezó la delegación de Paderborn que trajo las reliquias de San Liborio de Le Mans. Con motivo de esta traslación, las dos iglesias de Paderborn y Le Mans celebraron una "alianza de amor por la hermandad eterna", que aún existe hoy.
En 837 Meinolf fundó el monasterio canónico Böddeken cerca de Büren. Hoy el lugar pertenece al distrito de Wewelsburg de la ciudad de Büren (Westfalia).
Meinolf murió el 5 de octubre de 857 en Böddeken.

## Leyenda
Cuenta la leyenda que el Monasterio de Böddeken se fundó en el lugar donde Meinolf mostró un ciervo con una cruz entre las astas.

## Culto
El día del recuerdo de Meinolf en la Iglesia Católica es el día de su muerte, el 5 de octubre.  Es el santo más antiguo de la Tierra de Bürener y es venerado en el calendario regional de Paderborn.
Gobelin Person jugó un papel importante en la reanudación y difusión de la veneración de Meinolf: después de la caída del monasterio en el siglo XIV, lo reformó y lo entregó a los canónigos agustinos de Zwolle en 1409. El floreciente Böddeken se convierte en uno de los monasterios más grandes de Alemania. La veneración del santo vuelve a florecer, respaldada por la biografía escrita por Gobelin Person, la "Vita Sancti Meinulfi".

## Representación
El santo está representado junto con un ciervo, a menudo con una cruz entre las astas, y lleva una maqueta del monasterio de Böddeken que fundó.

## Edificios consagrados a Meinolf
- Igkesia de San Meinolf (Bielefeld), iglesia parroquial en Bielefeld, Renania del Norte-Westfalia.
- Iglesia de San Meinolf y San Mauricio, iglesia parroquial en Bochum, Renania del Norte-Westfalia.
- Iglesia de San Meinolf (Dörenhagen), iglesia parroquial católica en Dörenhagen, Renania del Norte-Westfalia.
- Iglesia de San Meinolf (Bellersen), iglesia parroquial católica en Bellersen, Renania del Norte-Westfalia.
- Iglesia de San Meinolfus (Wambel), iglesia parroquial católica en Wambel, Renania del Norte-Westfalia.
- Iglesia de San Meinolf (Paderborn), iglesia parroquial católica en Paderborn, Renania del Norte-Westfalia.
- Capilla Meinolfus
- Iglesia de San Meinolf (Schöning), iglesia parroquial católica en Schöning, Renania del Norte-Westfalia.